# 蹼趾壁虎
蹼趾壁虎（学名：Gekko subpalmatus）为壁虎科壁虎属的爬行动物，俗名扒壁虎、土壁虎，是中国的特有物种。多见于亚热带、栖息于房屋的墙壁缝隙内以及亦见于山野草堆及石缝等处。该物种的模式产地在浙江。
早期认为蹼趾壁虎分布于四川、浙江、江西、福建、广东、广西、贵州等地，新的研究则认为之前的蹼趾壁虎为复合种, 真正的蹼趾壁虎仅分布于华东地区，分布于西南四川盆地及周边地区的种群则是一个独立种成都壁虎（Gekko cib）。

## 保护
本种于2023年被收录入《有重要生态、科学、社会价值的陆生野生动物名录》。